# Claudie Cachard
Pour les articles homonymes, voir Cachard.
Claudie Cachard, née à Paris le 13 décembre 1928 et morte le 27 janvier 2017 à Clichy, est une psychiatre, psychanalyste et essayiste française.

## Biographie
Née de parents hongrois, immigrés en France dans les années 1920, Claudie Cachard devient psychiatre. Elle est membre du groupe de recherche « Corps, Psychose, Psychanalyse ».
Elle est psychanalyste, d'abord rattachée à la Société psychanalytique de Paris, puis au Collège des psychanalystes. Elle est morte le 27 janvier 2017 à Paris.

## Activités éditoriales
Elle est membre du comité éditorial de la revue Chimères.
Son livre le plus connu est Les Gardiens du Silence. L'Autre Histoire, sous-titré « Questions de vie et de mort », et Étrangetés radicales et folies ordinaires concernent les « profondeurs » du psychisme. En 2003, elle publie Mais la folie demeure.
Elle a participé à de nombreux colloques sur la psychiatrie et la psychanalyse en France et à l'étranger.

## Décès
Elle est renversée par un conducteur de scooter le 24 janvier 2017 rue Commines à Paris. Le conducteur a pris la fuite. Elle meurt des suites de ses blessures trois jours plus tard.

## Ouvrages
- L'Autre Histoire : questions de vie et de mort, Des Femmes, 1986.
- Les Gardiens du silence, Des femmes, 1989 (rééd. 2006).
- Les Déraisons de vivre, Calmann-Lévy, 1995.
- Étrangetés radicales et folies ordinaires, Éditions Érès, 1998.
- Mais la folie demeure, Le Rocher, 2003.
- Manuel pratique et poétique à l'usage des soignants et des curieux, ouvrage collectif sous la direction de Claudie Cachard et Anne Guerin, PUF, collection Questions de soin, 2013.